# Lista över församlingar i den evangelisk-lutherska kyrkan i Finland

Den lutherska kyrkans vapen i Finland.

Detta är en Lista över församlingar och kyrkliga samfälligheter i den Evangelisk-lutherska kyrkan i Finland  I listan ingår också kapellförsamlingar. Församlingar som upphört eller sammanslagits med andra församlingar finns i Lista över tidigare församlingar i den evangelisk-lutherska kyrkan i Finland. Listan visar den kommun där församlingen verkar och det stift den tillhör. En församling kan också verka på flera kommuners område. Från början av 2019 fanns 33 församlingar som verkade på flera kommuners områden.
Församlingarna kan vara finsk- eller svenskspråkig, tvåspråkiga eller språkligt uppdelade i en finsk och en svensk församling. En församling blir tvåspråkig när den språkliga minoriteten uppgår till samma antal som när en kommun skulle vara tvåspråkig. En församling är oberoende av det officiella språket skyldig att ge medlemmarna kyrkliga förrättningar på det finska eller svenska enligt medlemmens önskemål.
Principer för namnen i listan:
- För enspråkigt svenska eller finska församlingar visas namnet på svenska och finska eftersom församlingen teoretiskt sett också kan vara tvåspråkig och den skall betjäna sin språkliga minoritet oberoende av officiell status.
- Församlingarna på Åland visas enbart på svenska eftersom landskapet enligt självstyrelsen är enspråkigt svenskt.
- Språkligt uppdelade församlingar visas på sitt officiella språk.
- Domkyrkoförsamlingarna anges altid på både finska och svenska
- Några församlingar har av gammalt ett svenskt namn. Detta svenska namn används också fastän det på orten i dag verkar en svensk församling. Detta gäller t.ex. medeltida församlingar och församlingar som redan haft ett etablerat namn på svenska när de anslutits till en tvåspråkig kyrklig samfällighet.

För ortnamnen används svenska ortnamn enligt gällande förteckning, om inte också annat anges i tabellen.
| Ackas församling                                                     | Akaan seurakunta                                       | Ackas                                           | Tammerfors stift                          | | [ 3 ]  |                   |                    |        |             |  |       |
| Agricola svenska församling                                          | Agricola svenska församling                            | Lovisa och Lappträsk                            | Borgå stift                               | | [ 4 ]  |                   |                    |        |             |  |       |
| Agricolan suomalainen seurakunta                                     | Agricolan suomalainen seurakunta                       | Lovisa och Lappträsk                            | Helsingfors stift                         | |        |                   |                    |        |             |  |       |
| Alajärvi församling                                                  | Alajärven seurakunta                                   | Alajärvi                                        | Lappo stift                               | | [ 5 ]  |                   |                    |        |             |  |       |
| Alastaro kapellförsamling (del av Loimaa församling                  | Alastaron kappeliseurakunta                            | Loimaa                                          | Åbo ärkestift                             | | [ 6 ]  |                   |                    |        |             |  |       |
| Alava församling                                                     | Alavan seurakunta                                      | Kuopio                                          | Kuopio stift                              | | [ 7 ]  |                   |                    |        |             |  |       |
| Alavieska församling                                                 | Alavieskan seurakunta                                  | Alavieska                                       | Uleåborgs stift                           | | [ 8 ]  |                   |                    |        |             |  |       |
| Alavo församling                                                     | Alavuden seurakunta                                    | Alavo                                           | Lappo stift                               | | [ 5 ]  |                   |                    |        |             |  |       |
| Anjalakoski församling                                               | Anjalankosken seurakunta                               | Kouvola                                         | S:t Michels stift                         | | [ 9 ]  |                   |                    |        |             |  |       |
| Artsjö kapellförsamling (del av Orimattila församling)               | Artjärven kappeliseurakunta                            | Orimattila                                      | Tammerfors stift                          | | [ 10 ] |                   |                    |        |             |  |       |
| Asikkala församling                                                  | Asikkalan seurakunta                                   | Asikkala                                        | Tammerfors stift                          | | [ 3 ]  |                   |                    |        |             |  |       |
| Askola-Pukkila församling                                            | Askola-Pukkilan seurakunta                             | Askola och Pukkila                              | Helsingfors stift                         | | [ 11 ] |                   |                    |        |             |  |       |
| Aura församling                                                      | Auran seurakunta                                       | Aura kommun                                     | Åbo ärkestift                             | | [ 12 ] |                   |                    |        |             |  |       |
| Birkala församling                                                   | Pirkkalan seurakunta                                   | Birkala                                         | Tammerfors stift                          | | [ 3 ]  |                   |                    |        |             |  |       |
| Björneborgs evangelisk-lutherska kyrkliga samfällighet               | Porin evankelis-luterilainen seurakuntayhtymä          | Björneborg                                      | Åbo ärkestift                             | | [ 12 ] |                   |                    |        |             |  |       |
| Björneborgs Tälje församling                                         | Porin Teljän seurakunta                                | Björneborg                                      | Åbo ärkestift                             | | [ 12 ] |                   |                    |        |             |  |       |
| Borgnäs församling                                                   | Pornaisten seurakunta                                  | Borgnäs                                         | Helsingfors stift                         | | [ 13 ] |                   |                    |        |             |  |       |
| Borgå kyrkliga samfällighet                                          | Porvoon seurakuntayhtymä                               | Borgå                                           | Helsingfors stift                         | | [ 13 ] |                   |                    |        |             |  |       |
| Borgå svenska domkyrkoförsamling                                     |                                                        | Borgå                                           | Borgå stift                               | | [ 4 ]  |                   |                    |        |             |  |       |
| Brahestads församling                                                | Raahen seurakunta                                      | Brahestad och Siikajoki                         | Uleåborgs stift                           | | [ 8 ]  |                   |                    |        |             |  |       |
| Brändö-Kumlinge församling                                           | Brändö-Kumlinge församling                             | Brändö och Kumlinge                             | Borgå stift                               | | [ 4 ]  |                   |                    |        |             |  |       |
| Centrala Björneborgs församling                                      | Keski-Porin seurakunta                                 | Björneborg                                      | Åbo ärkestift                             | | [ 12 ] |                   |                    |        |             |  |       |
| Centrala Lahtis församling                                           | Keski-Lahden seurakunta                                | Lahtis                                          | Tammerfors stift                          | | [ 3 ]  |                   |                    |        |             |  |       |
| Dragsfjärds kapellförsmling Del av Kimitoöns församling              | Dragsfjärdin kappeliseurakunta                         | Kimitoön                                        | Borgå stift                               | tvåspråkig församling | [ 4 ]  |                   |                    |        |             |  |       |
| Eckerö-Hammarlands församling                                        | Eckerö-Hammarlands församling                          | Eckerö och Hammarland                           | Borgå stift                               | | [ 4 ]  |                   |                    |        |             |  |       |
| Ekenäsnejdens svenska församling                                     | Ekenäsnejdens svenska församling                       | Raseborg                                        | Borgå stift                               | | [ 4 ]  |                   |                    |        |             |  |       |
| Elimä församling                                                     | Elimäen seurakunta                                     | Kouvola                                         | S:t Michels stift                         | | [ 9 ]  |                   |                    |        |             |  |       |
| Enare församling                                                     | Inarin seurakunta                                      | Enare                                           | Uleåborgs stift                           | | [ 8 ]  |                   |                    |        |             |  |       |
| Eno församling                                                       | Enon seurakunta                                        | Joensuu                                         | Kuopio stift                              | | [ 7 ]  |                   |                    |        |             |  |       |
| Enonkoski kapellförsamling (del av Nyslotts församling               | Enonkosken kappeliseurakunta                           | Enonkoski                                       | S:t Michels stift                         | | [ 9 ]  |                   |                    |        |             |  |       |
| Enontekis församling                                                 | Enontekiön seurakunta                                  | Enontekis                                       | Uleåborgs stift                           | | [ 8 ]  |                   |                    |        |             |  |       |
| Esbo svenska församling                                              |                                                        | Esbo                                            | Borgå stift                               | De finskspråkiga kan höra till en finsk församling i stadsdelen | [ 4 ]  |                   |                    |        |             |  |       |
| Esbo kyrkliga samfällighet                                           | Espoon seurakuntayhtymä                                | Esbo                                            | Esbo stift                                | | [ 14 ] |                   |                    |        |             |  |       |
| Esbo domkyrkoförsamling                                              | Espoon tuomiokirkkoseurakunta                          | Esbo                                            | Esbo stift                                | De svenskspråkiga kan höra till Esbo svenska församling | [ 14 ] |                   |                    |        |             |  |       |
| Espoonlahden seurakunta                                              | Espoonlahden seurakunta                                | Esbo                                            | Esbo stift                                | De svenskspråkiga kan höra till Esbo svenska församling | [ 14 ] |                   |                    |        |             |  |       |
| Etseri församling                                                    | Ähtärin seurakunta                                     | Etseri                                          | Lappo stift                               | | [ 5 ]  |                   |                    |        |             |  |       |
| Eura församling                                                      | Euran seurakunta                                       | Eura                                            | Åbo ärkestift                             | | [ 12 ] |                   |                    |        |             |  |       |
| Euraåminne församling                                                | Eurajoen seurakunta                                    | Euraåminne                                      | Åbo ärkestift                             | | [ 12 ] |                   |                    |        |             |  |       |
| Finström-Geta församling                                             |                                                        | Finström och Geta                               | Borgå stift                               | | [ 4 ]  |                   |                    |        |             |  |       |
| Forssa församling                                                    | Forssan seurakunta                                     | Forssa                                          | Tammerfors stift                          | | [ 3 ]  |                   |                    |        |             |  |       |
| Fredrikshamns församling                                             | Haminan seurakunta                                     | Fredrikshamn, Miehikkälä och Vederlax           | S:t Michels stift                         | | [ 9 ]  |                   |                    |        |             |  |       |
| Geta kapellförsamling (del av Finström-Geta församling)              |                                                        | Geta                                            | Borgå stift                               | | [ 4 ]  |                   |                    |        |             |  |       |
| Grankulla kyrkliga samfällighet                                      | Kauniaisten seurakuntayhtymä                           | Grankulla                                       | Esbo stift                                | | [ 14 ] |                   |                    |        |             |  |       |
| Grankulla svenska församling                                         |                                                        | Grankulla                                       | Borgå stift                               | | [ 4 ]  |                   |                    |        |             |  |       |
| Gustavs församling                                                   | Kustavin seurakunta                                    | Gustavs                                         | Åbo ärkestift                             | | [ 12 ] |                   |                    |        |             |  |       |
| Haagan seurakunta                                                    | Haagan seurakunta                                      | Helsingfors                                     | Helsingfors stift                         | | [ 13 ] |                   |                    |        |             |  |       |
| Haapajärvi församling                                                | Haapajärven seurakunta                                 | Haapajärvi                                      | Uleåborgs stift                           | Tidigare Aspsjö församling | [ 8 ]  |                   |                    |        |             |  |       |
| Haapavesi församling                                                 | Haapaveden seurakunta                                  | Haapavesi                                       | Uleåborgs stift                           | | [ 8 ]  |                   |                    |        |             |  |       |
| Hakunilan seurakunta                                                 | Hakunilan seurakunta                                   | Vanda                                           | Helsingfors stift                         | | [ 13 ] |                   |                    |        |             |  |       |
| Halso församling                                                     | Halsuan seurakunta                                     | Halso                                           | Uleåborgs stift                           | | [ 8 ]  |                   |                    |        |             |  |       |
| Hangon suomalainen seurakunta                                        | Hangon suomalainen seurakunta                          | Hangö                                           | Esbo stift                                | De svenskspråkiga kan höra till Hangö svenska församling | [ 14 ] |                   |                    |        |             |  |       |
| Hangö kyrkliga samfällighet                                          | Hankoon seurakuntayhtymä                               | Hangö                                           | Borgå stift                               | | [ 4 ]  |                   |                    |        |             |  |       |
| Hangö svenska församling                                             |                                                        | Hangö                                           | Borgå stift                               | | [ 4 ]  |                   |                    |        |             |  |       |
| Harjavalta församling                                                | Harjavallan seurakunta                                 | Harjavalta                                      | Åbo ärkestift                             | | [ 12 ] |                   |                    |        |             |  |       |
| Harjun seurakunta                                                    | Harjun seurakunta                                      | Tammerfors                                      | Tammerfors stift                          | | [ 3 ]  |                   |                    |        |             |  |       |
| Hattula församling                                                   | Hattulan seurakunta                                    | Hattula                                         | Tammerfors stift                          | | [ 3 ]  |                   |                    |        |             |  |       |
| Hauho församling                                                     | Hauhon seurakunta                                      | Tavastehus                                      | Tammerfors stift                          | | [ 3 ]  |                   |                    |        |             |  |       |
| Haukipudas församling                                                | Haukiputaan seurakunta                                 | Uleåborg                                        | Uleåborgs stift                           | | [ 8 ]  |                   |                    |        |             |  |       |
| Hausjärvi församling                                                 | Hausjärven seurakunta                                  | Hausjärvi                                       | Tammerfors stift                          | | [ 3 ]  |                   |                    |        |             |  |       |
| Havs-Björneborgs församling                                          | Meri-Porin seurakunta                                  | Björneborg                                      | Åbo ärkestift                             | | [ 12 ] |                   |                    |        |             |  |       |
| Heinola församling                                                   | Heinolan seurakunta                                    | Heinola                                         | S:t Michels stift                         | | [ 9 ]  |                   |                    |        |             |  |       |
| Heinävesi församling                                                 | Heinäveden seurakunta                                  | Heinävesi                                       | Kuopio stift                              | | [ 7 ]  |                   |                    |        |             |  |       |
| Helsingin Mikaelin seurakunta                                        | Helsingin Mikaelin seurakunta                          | Helsingfors                                     | Helsingfors stift                         | | [ 13 ] |                   |                    |        |             |  |       |
| Helsingfors kyrkliga samfällighet                                    | Helsingin seurakuntayhtymä                             | Helsingfors                                     | Helsingfors stift                         | | [ 13 ] |                   |                    |        |             |  |       |
| Helsingfors domkyrkoförsamling                                       | Helsingin tuomiokirkkoseurakunta                       | Helsingfors                                     | Helsingfors stift                         | | [ 13 ] |                   |                    |        |             |  |       |
| Herttoniemen seurakunta                                              | Herttoniemen seurakunta                                | Helsingfors                                     | Hertonäs med omgivning, Helsingfors stift | | [ 13 ] |                   |                    |        |             |  |       |
| Himango kapellförsamling (del av Kalajoki församling                 | Himangan kappeliseurakunta                             | Kalajoki                                        | Uleåborgs stift                           | | [ 8 ]  |                   |                    |        |             |  |       |
| Hirvensalmi församling                                               | Hirvensalmen seurakunta                                | Hirvensalmi                                     | S:t Michels stift                         | | [ 9 ]  |                   |                    |        |             |  |       |
| Hitis kapellförsamling (del av Kimitoöns församling)                 | Hiittisten kappeliseurakunta                           | Kemitoön                                        | Borgå stift                               | tvåspråkig församling | [ 4 ]  |                   |                    |        |             |  |       |
| Hollola församling                                                   | Hollolan seurakunta                                    | Hollola, Kuhmois, Kärkölä och Padasjoki         | Tammerfors stift                          | | [ 3 ]  |                   |                    |        |             |  |       |
| Houtskärs kapellförsamling (del av Väståbolands svenska församlingi) |                                                        | Pargas                                          | Borgå stift                               | | [ 4 ]  |                   |                    |        |             |  |       |
| Hyrynsalmi församling                                                | Hyrynsalmen seurakunta                                 | Hyrynsalmi                                      | Kuopio stift                              | | [ 7 ]  |                   |                    |        |             |  |       |
| Hyvinge församling                                                   | Hyvinkään seurakunta                                   | Hyvinge                                         | Esbo stift                                | | [ 14 ] |                   |                    |        |             |  |       |
| Hämeenkoski kapellförsamling (del av Hollolan församling)            | Hämennkosken kappeliseurakunta                         | Hollola                                         | Tammerfors stift                          | | [ 10 ] |                   |                    |        |             |  |       |
| Hämeenkylän seurakunta                                               | Hämeenkylän seurakunta                                 | Vanda                                           | Helsingfors stift                         | | [ 13 ] |                   |                    |        |             |  |       |
| Högfors församling                                                   | Karkkilan seurakunta                                   | Högfors                                         | Esbo stift                                | | [ 14 ] |                   |                    |        |             |  |       |
| Idensalmi församling                                                 | Iisalmen seurakunta                                    | Idensalmi                                       | Kuopio stift                              | | [ 7 ]  |                   |                    |        |             |  |       |
| Ijo församling                                                       | Iin seurakunta                                         | Ijo                                             | Uleåborgs stift                           | | [ 8 ]  |                   |                    |        |             |  |       |
| Ikalis församling                                                    | Ikaalisten seurakunta                                  | Ikalis                                          | Tammerfors stift                          | | [ 3 ]  |                   |                    |        |             |  |       |
| Ilmola församling                                                    | Ilmajoen seurakunta                                    | Ilmola                                          | Lappo stift                               | | [ 5 ]  |                   |                    |        |             |  |       |
| Ilomants församling                                                  | Ilomantsin seurakunta                                  | Ilomants                                        | Kuopio stift                              | | [ 7 ]  |                   |                    |        |             |  |       |
| Imatra församling                                                    | matran seurakunta                                      | Imatra                                          | S:t Michels stift                         | | [ 9 ]  |                   |                    |        |             |  |       |
| Ingå församling                                                      | Inkoon seurakunta                                      | Ingå                                            | Borgå stift                               | tvåspråkig församling | [ 4 ]  |                   |                    |        |             |  |       |
| Iniö kapellförsamling (del av Väståbolands svenska församling)       |                                                        | Pargas                                          | Borgå stift                               | | [ 4 ]  |                   |                    |        |             |  |       |
| Insjö – Kuopio församling                                            | Järvi-Kuopion seurakunta                               | Kaavi, Kuopio och Tuusniemi                     | Kuopio stift                              | | [ 7 ]  |                   |                    |        |             |  |       |
| Itis församling                                                      | Iitin seurakunta                                       | Itis                                            | S:t Michels stift                         | | [ 9 ]  |                   |                    |        |             |  |       |
| Jaala församling del av Kuusankoski församling                       | Jaalan kappeliseurakunta                               | Kouvola                                         | S:t Michels stift                         | | [ 9 ]  |                   |                    |        |             |  |       |
| Jakobstads svenska församling                                        |                                                        | Jakobstad                                       | Borgå stift                               | | [ 4 ]  |                   |                    |        |             |  |       |
| Jalasjärvi kapellförsamling del av Kurikka församling                | Jalasjärven kappeliseurakunta                          | Kurikka                                         | Lappo stift                               | | [ 5 ]  |                   |                    |        |             |  |       |
| Janakkala församling                                                 | Janakkalan seurakunta                                  | Janakkala                                       | Tammerfors stift                          | | [ 3 ]  |                   |                    |        |             |  |       |
| Joensuu evanglisk lutherksa kyrkliga samfällighet                    | Joensuun evankelis-luterilainen seurakuntayhtymä       | Joensuu                                         | Kuopio stift                              | | [ 7 ]  |                   |                    |        |             |  |       |
| Joensuu församling                                                   | Joensuun seurakunta                                    | Joensuu                                         | Kuopio stift                              | | [ 7 ]  |                   |                    |        |             |  |       |
| Johannes församling                                                  |                                                        | Helsingfors                                     | Borgå stift                               | | [ 4 ]  |                   |                    |        |             |  |       |
| Jomala församling                                                    |                                                        | Jomala                                          | Borgå stift                               | | [ 4 ]  |                   |                    |        |             |  |       |
| Jorois församling                                                    | Joroisten seurakunta                                   | Jorois                                          | Kuopio stift                              | | [ 7 ]  |                   |                    |        |             |  |       |
| Joutjärvi församling                                                 | Joutjärven seurakunta                                  | Lahtis                                          | Tammerfors stift                          | | [ 3 ]  |                   |                    |        |             |  |       |
| Joutseno församling                                                  | Joutsenon seurakunta                                   | Villmanstrand                                   | S:t Michels stift                         | | [ 9 ]  |                   |                    |        |             |  |       |
| Juga församling                                                      | Juuan seurakunta                                       | Juga                                            | Kuopio stift                              | | [ 7 ]  |                   |                    |        |             |  |       |
| Jurva kapellförsamlling del av Kurikka församling                    | Jurvan kappeliseurakuntg                               | Kurikka                                         | Lappo stift                               | | [ 5 ]  |                   |                    |        |             |  |       |
| Juupajoki kapellförsamling del av Orivesi församling                 | Juupajoen kapellförsamling                             | Juupajoki                                       | Tammerfors stift                          | | [ 3 ]  |                   |                    |        |             |  |       |
| Juva församling                                                      | Juvan seurakunta                                       | Juva                                            | S:t Michels stift                         | | [ 9 ]  |                   |                    |        |             |  |       |
| Jyväskylä församling                                                 | Jyväskylän seurakunta                                  | Jyväskylä                                       | Lappo stift                               | | [ 5 ]  |                   |                    |        |             |  |       |
| Jämsä församling                                                     | Jämsän seurakunta                                      | Jämsä                                           | Tammerfors stift                          | | [ 3 ]  |                   |                    |        |             |  |       |
| Kaarinan seurakunta                                                  | Kaarinan seurakunta                                    | S:t Karins                                      | Åbo ärkestift                             | De svenskspråkiga kan höra till Åbo svenska församling | [ 12 ] |                   |                    |        |             |  |       |
| Kajana församling                                                    | Kajaanin seurakunta                                    | Kajana                                          | Kuopio stift                              | | [ 7 ]  |                   |                    |        |             |  |       |
| Kalajoki församling                                                  | Kalajoen seurakunta                                    | Kalajoki                                        | Uleåborgs stift                           | | [ 8 ]  |                   |                    |        |             |  |       |
| Kalands kapellförsamling del av Nystads församling                   | Kalannin kappeliseurakunta                             | Nystad                                          | Åbo ärkestift                             | | [ 12 ] |                   |                    |        |             |  |       |
| Kallavesi församling                                                 | Kallaveden seurakunta                                  | Kuopio                                          | Kuopio stift                              | | [ 7 ]  |                   |                    |        |             |  |       |
| Kallion seurakunta                                                   | Kallion seurakunta                                     | Helsingfors                                     | Helsingfors stift                         | De svenskspråkiga kan höra till Johannes församling | [ 13 ] |                   |                    |        |             |  |       |
| Kangasala församling                                                 | Kangasalan seurakunta                                  | Kangasala                                       | Tammerfors stift                          | | [ 3 ]  |                   |                    |        |             |  |       |
| Kangaslampi kapellförsamling del av Varkaus församling               | Kangaslammen kappeliseurakunta                         | Varkaus                                         | Kuopio stift                              | | [ 7 ]  |                   |                    |        |             |  |       |
| Kangasniemi församling                                               | Kangasniemen seurakunta                                | Kangasniemi                                     | S:t Michels stift                         | | [ 9 ]  |                   |                    |        |             |  |       |
| Kankaanpää församling                                                | Kankaanpään seurakunta                                 | Honkajoki, Jämijärvi och Kankaanpää             | Åbo ärkestift                             | [ 15 ] |        |                   |                    |        |             |  |       |
| Kannelmäen seurakunta                                                | Kannelmäen seurakunta                                  | Gamlas i Helsingfors                            | Helsingfors stift                         | De svenskspråkiga kan höra till Petrus församling | [ 13 ] |                   |                    |        |             |  |       |
| Kannonkoski kapellförsamling del av Saarijärvi församling            | Kannonkosken kappeliseurakunta                         | Kannonkoski                                     | Lappo stift                               | | [ 5 ]  |                   |                    |        |             |  |       |
| Kannus församling                                                    | Kannuksen seurakunta                                   | Kannus                                          | Uleåborgs stift                           | | [ 8 ]  |                   |                    |        |             |  |       |
| Karis-Pojo svenska församling                                        |                                                        | Raseborg                                        | Borgå stift                               | | [ 4 ]  |                   |                    |        |             |  |       |
| Karjasilta församling                                                | Karjasillan seurakunta                                 | Uleåborg                                        | Uleåborgs stift                           | | [ 8 ]  |                   |                    |        |             |  |       |
| Karkku kapellförsamling del av Sastamala församling                  | Karkun kappeliseurakunta                               | Sastamala                                       | Åbo ärkestift                             | | [ 12 ] |                   |                    |        |             |  |       |
| Karleby kyrkliga samfällighet                                        | Kokkolan seurakuntayhtymä                              | Kaustby och Karleby                             | Uleåborgs stift                           | | [ 8 ]  |                   |                    |        |             |  |       |
| Karleby svenska församling                                           |                                                        | Karleby                                         | Borgå stift                               | | [ 4 ]  |                   |                    |        |             |  |       |
| Karlö församling                                                     | Hailuodon seurakunta                                   | Karlö                                           | Uleåborgs stift                           | | [ 8 ]  |                   |                    |        |             |  |       |
| Karstula kapellförsamling del av Saarijärvi församling               | Karstulan kappeliseurakunta                            | Karstula                                        | Lappo stift                               | | [ 5 ]  |                   |                    |        |             |  |       |
| Karvia församling                                                    | Karvian seurakunta                                     | Karvia                                          | Lappo stift                               | | [ 5 ]  |                   |                    |        |             |  |       |
| Kaskö församling                                                     | Kaskisten seurakunta                                   | Kaskö                                           | Lappo stift                               | tvåspråkig församling | [ 5 ]  |                   |                    |        |             |  |       |
| Kauhajoki församling                                                 | Kauhajoen seurakunta                                   | Kauhajoki                                       | Lappo stift                               | | [ 5 ]  |                   |                    |        |             |  |       |
| Kauhava församling                                                   | Kauhavan seurakunta                                    | Kauhava                                         | Lappo stift                               | | [ 5 ]  |                   |                    |        |             |  |       |
| Kauniaisten suomalainen seurakunta                                   |                                                        | Grankulla                                       | Esbo stift                                | De svenskspråkiga kan höra till Grankulla svenska församling | [ 14 ] |                   |                    |        |             |  |       |
| Kaustby och Ullava församling                                        | Kaustisen ja Ullavan seurakunta                        | Kaustby och Karleby                             | Uleåborgs stift                           | | [ 8 ]  |                   |                    |        |             |  |       |
| Keikkyä kapellförsamling del av Sastamala församling                 | Keikyän kappeliseurakunta                              | Sastamala                                       | Åbo ärkestift                             | | [ 12 ] |                   |                    |        |             |  |       |
| Keitele församling                                                   | Keiteleen seurakunta                                   | Keitele                                         | Kuopio stift                              | | [ 7 ]  |                   |                    |        |             |  |       |
| Kemi församling                                                      | Kemin seurakunta                                       | Kemi                                            | Uleåborgs stift                           | | [ 8 ]  |                   |                    |        |             |  |       |
| Kemijärvi församling                                                 | Kemijärven seurakunta                                  | Kemijärvi                                       | Uleåborgs stift                           | | [ 8 ]  |                   |                    |        |             |  |       |
| Keminmaa församling                                                  | Keminmaan seurakunta                                   | Keminmaa                                        | Uleåborgs stift                           | | [ 8 ]  |                   |                    |        |             |  |       |
| Kimito kapellförsamling del av Kimitoöns församling                  | Kemiön kappeliseurakunta                               | Kimitoön                                        | Borgå stift                               | tvåspråkig församling | [ 4 ]  |                   |                    |        |             |  |       |
| Kimitoöns församling                                                 | Kemiönsaaren seurakunta                                | Kimitoön                                        | Borgå stift                               | tvåspråkig församling | [ 4 ]  |                   |                    |        |             |  |       |
| Kempele församling                                                   | Kempeleen seurakunta                                   | Kempele                                         | Uleåborgs stift                           | | [ 8 ]  |                   |                    |        |             |  |       |
| Kerimäki kapellförsamling del av Nyslotts församling                 | Kerimäen kappeliseurakunta                             | Nyslott                                         | S:t Michels stift                         | | [ 9 ]  |                   |                    |        |             |  |       |
| Kervo församling                                                     | Keravan seurakunta                                     | Kervo                                           | Esbo stift                                | | [ 14 ] |                   |                    |        |             |  |       |
| Kestilä kapellförsamling del av Siikalatva församling                | Kestilän kappeliseurakunta                             | Siikalatva                                      | Uleåborgs stift                           | | [ 8 ]  |                   |                    |        |             |  |       |
| Kesälahti kapellförsamling del av Kides församling                   | Kesälahden kappeliseurakunta                           | Kides                                           | S:t Michels stift                         | Tidigare namn på svnenska Kesälax | [ 9 ]  |                   |                    |        |             |  |       |
| Keuru församling                                                     | Keuruun seurakunta                                     | Keuru                                           | Lappo stift                               | | [ 5 ]  |                   |                    |        |             |  |       |
| Kihniö församling                                                    | Kihniön seurakunta                                     | Kihniö                                          | Lappo stift                               | | [ 5 ]  |                   |                    |        |             |  |       |
| Kiikka kapellförsamling del av Sastamala församling                  | Kiikan kappeliseurakunta                               | Sastamala                                       | Åbo ärkestift                             | | [ 12 ] |                   |                    |        |             |  |       |
| Kiikois kapellförsamling del av Sastamala församling                 | Kiikoisten kappelsiseurakunta                          | Sastamala                                       | Åbo ärkestift                             | | [ 12 ] |                   |                    |        |             |  |       |
| Kiminge församling                                                   | Kiimingin seurakunta                                   | Uleåborg                                        | Uleåborgs stift                           | | [ 8 ]  |                   |                    |        |             |  |       |
| Kinnula församling                                                   | Kinnulan seurakunta                                    | Kinnula                                         | Lappo stift                               | | [ 5 ]  |                   |                    |        |             |  |       |
| Kirkkonummen suomalainen seurakunta                                  | Kirkkonummen suomalainen seurakunta                    | Kyrkslätt                                       | Esbo stift                                | De svenskspråkiga kan höra till Kyrkslätts svenska församling | [ 14 ] |                   |                    |        |             |  |       |
| Kides församling                                                     | Kiteen seurakunta                                      | Kides och Rääkkylä                              | S:t Michels stift                         | | [ 9 ]  |                   |                    |        |             |  |       |
| Kittilä församling                                                   | Kittilän seurakunta                                    | Kittilä                                         | Uleåborgs stift                           | | [ 8 ]  |                   |                    |        |             |  |       |
| Kiuruvesi församling                                                 | Kiuruveden seurakunta                                  | Kiuruvesi                                       | Kuopio stift                              | | [ 7 ]  |                   |                    |        |             |  |       |
| Kivijärvi kapellförsamling del av Saarijärvi församling              | Kivijärven kappeliseurakunta                           | Kivijärvi                                       | Lappo stift                               | | [ 5 ]  |                   |                    |        |             |  |       |
| Kjulo kapellförsamling del av Säkylä-Kjulo församling                | Köyliön kappeliseurakunta                              | Säkylä                                          | Åbo ärkestift                             | | [ 12 ] |                   |                    |        |             |  |       |
| Kokkolan suomalainen seurakunta                                      | Kokkolan suomalainen seurakunta                        | Karleby                                         | Uleåborgs stift                           | De svenskspråkiga kan höra till Karleby svenska församling | [ 8 ]  |                   |                    |        |             |  |       |
| Kolarinförsamling                                                    | Kolarin seurakunta                                     | Kolari                                          | Uleåborgs stift                           | | [ 8 ]  |                   |                    |        |             |  |       |
| Konginkangas kapellförsamling del av Äänekoski församling            | Konginkankaan kappeliseurakunta                        | Äänekoski                                       | Lappo stift                               | | [ 5 ]  |                   |                    |        |             |  |       |
| Konnevesi församling                                                 | Konneveden seurakunta                                  | Konnevesi                                       | Kuopio stift                              | | [ 7 ]  |                   |                    |        |             |  |       |
| Kontiolax församling                                                 | Kontiolahden seurakunta                                | Kontiolax                                       | Kuopio stift                              | | [ 7 ]  |                   |                    |        |             |  |       |
| Korpo kapellförsamling del av Väståbolands svenska församlingi       |                                                        | Pargas                                          | Borgå stift                               | | [ 4 ]  |                   |                    |        |             |  |       |
| Korsholms kyrkliga samfällighet                                      | Mustasaaren seurakuntayhtymä                           | Korsholm                                        | Borgå stift                               | |        |                   |                    |        |             |  |       |
| Korsholms svenska församling                                         |                                                        | Korsholm                                        | Borgå stift                               | | [ 4 ]  |                   |                    |        |             |  |       |
| Korsnäs församling                                                   | Korsnäsin seurakunta                                   | Korsnäs                                         | Borgå stift                               | | [ 4 ]  |                   |                    |        |             |  |       |
| Korson seurakunta                                                    | Korson seurakunta                                      | Vanda                                           | Helsingfors stift                         | De svensksprkiga kan höra till Vanda svenska församling | [ 13 ] |                   |                    |        |             |  |       |
| Kortesjärvi kapellförsamling del av Kauhava församling               | Kortesjärven kappeliseurakunta                         | Kauhava                                         | Lappo stift                               | | [ 5 ]  |                   |                    |        |             |  |       |
| Kotka-Kymmene församling                                             | Kotka-Kymin seurakunta                                 | Kotka                                           | S:t Michels stift                         | | [ 9 ]  |                   |                    |        |             |  |       |
| Kouvola församling                                                   | Kouvolan seurakunta                                    | Kouvola                                         | S:t Michels stift                         | | [ 9 ]  |                   |                    |        |             |  |       |
| Kouvola kyrkliga samfällighet                                        | Kouvolan seurakuntayhtymä                              | Kouvola                                         | S:t Michels stift                         | | [ 9 ]  |                   |                    |        |             |  |       |
| Kristinestads kyrkliga samfällighet                                  | Kristiinankaupungin seurakuntayhtymä                   | Kristinestad                                    | Borgå stift                               | | [ 4 ]  |                   |                    |        |             |  |       |
| Kristinestads svenska församling                                     | Kristinestads svenska församling                       | Kristinestad                                    | Borgå stift                               | | [ 4 ]  |                   |                    |        |             |  |       |
| Kristiinankaupungin suomalainen seurakunta                           | Kristiinankaupungin suomalainen seurakunta             | Kristinestad                                    | Lappo stift                               | | [ 5 ]  |                   |                    |        |             |  |       |
| Kronoby församling                                                   | Kruunupyyn seurakunta                                  | Kronoby                                         | Borgå stift                               | tvåspråkig församling | [ 4 ]  |                   |                    |        |             |  |       |
| Kuhmalax kapellförsamling del av Kangasala församling                | Kuhmalahden kappeliseurakunta                          | Kangasala                                       | Tammerfors stift                          | | [ 10 ] |                   |                    |        |             |  |       |
| Kuhmois-Padasjoki kapellförsamling del av Hollola församling         | Kuhmoinen-Padasjoki kappeliseruakunta                  | Kuhmois och Padasjoki                           | Tammerfors stift                          | | [ 3 ]  |                   |                    |        |             |  |       |
| Kuhmo församling                                                     | Kuhmon seurakunta                                      | Kuhmo                                           | Kuopio stift                              | | [ 7 ]  |                   |                    |        |             |  |       |
| Kuivaniemi kapellförsamling del av Ijo församling                    | Kuivaniemen kappeliseurakunta                          | Ijo                                             | Uleåborgs stift                           | | [ 8 ]  |                   |                    |        |             |  |       |
| Kulla kapellförsamling del av Ulvsby församling                      | Kullaan kappeliseurakunta                              | Ulvsby                                          | Åbo ärkestift                             | | [ 12 ] |                   |                    |        |             |  |       |
| Kumo församling                                                      | Kokemäen seurakunta                                    | Kokemäki                                        | Åbo ärkestift                             | | [ 12 ] |                   |                    |        |             |  |       |
| Kuopio evangelisk-lutherska kyrkliga samfällighet                    | Kuopion evankelis-luterilainen seurakuntayhtymä        | Kaavi, Kuopio och Tuusniemi                     | Kuopio stift                              | | [ 7 ]  |                   |                    |        |             |  |       |
| Kuopio domkyrkoförsamling                                            | Kuopion tuomiokirkkoseurakunta                         | Kuopio                                          | Kuopio stift                              | | [ 7 ]  |                   |                    |        |             |  |       |
| Kuortane församling                                                  | Kuortaneen seurakunta                                  | Kuortane                                        | Lappo stift                               | | [ 5 ]  |                   |                    |        |             |  |       |
| Kurikka församling                                                   | Kurikan seurakunta                                     | Kurikka                                         | Lappo stift                               | | [ 5 ]  |                   |                    |        |             |  |       |
| Kuru kapellförsamling del av Ylöjärvi församling                     | Kurun kappeliseurakunta                                | Ylöjärvi                                        | Tammerfors stift                          | | [ 10 ] |                   |                    |        |             |  |       |
| Kuusamo församling                                                   | Kuusamon seurakunta                                    | Kuusamo                                         | Uleåborgs stift                           | | [ 8 ]  |                   |                    |        |             |  |       |
| Kuusankoski församling                                               | Kuusankosken seurakunta                                | Kouvola                                         | S:t Michels stift                         | | [ 9 ]  |                   |                    |        |             |  |       |
| Kvevlax församling                                                   | Kvevlax församling                                     | Korsholm                                        | Borgå stift                               | | [ 4 ]  |                   |                    |        |             |  |       |
| Kylmäkoski kapellförsamling del av Ackas församling                  | Kylmäkosken kappeliseurakunta                          | Ackas                                           | Tammerfors stift                          | | [ 10 ] |                   |                    |        |             |  |       |
| Kyrkslätts kyrkliga samfällighet                                     | Kirkkonummen seurakuntayhtymä                          | Kyrkslätt                                       | Esbo stift                                | | [ 14 ] |                   |                    |        |             |  |       |
| Kyrkslätts svenska församling                                        | Kyrkslätts svenska församling                          | Kyrkslätt                                       | Borgå stift                               | | [ 4 ]  |                   |                    |        |             |  |       |
| Kyyjärvi kapellförsamling del av Saarijärvi församling               | Kyyjärven kappeliseurakunta                            | Kyyjärvi                                        | Lappo stift                               | | [ 5 ]  |                   |                    |        |             |  |       |
| Kälviän seurakunta eller Kelviå församling                           | Kälviän seurakunta                                     | Karleby                                         | Uleåborgs stift                           | De svenskspråkiga kan höra till Karleby svenska församling | [ 8 ]  |                   |                    |        |             |  |       |
| Kärkkölä kapellförsamling del av Hollola församling                  | Kärkölän kappeliseurakunta                             | Kärkölä                                         | Tammerfors stift                          | | [ 3 ]  |                   |                    |        |             |  |       |
| Kärsämäki församling                                                 | Kärsämäen seurakunta                                   | Kärsämäki                                       | Uleåborgs stift                           | | [ 8 ]  |                   |                    |        |             |  |       |
| Lahtis kyrkliga samfällighet                                         | Lahden seurakuntayhtymä                                | Lahtis                                          | Tammerfors stift                          | | [ 3 ]  |                   |                    |        |             |  |       |
| Laihela församling                                                   | Laihian seurakunta                                     | Laihela                                         | Lappo stift                               | | [ 5 ]  |                   |                    |        |             |  |       |
| Lammi församling                                                     | Lammin seurakunta                                      | Tavastehus                                      | Tammerfors stift                          | | [ 3 ]  |                   |                    |        |             |  |       |
| Lapinlax-Varpaisjärvi församling                                     | Lapinlahden-Varpaisjärven seurakunta                   | Lapinlax                                        | Kuopio stift                              | | [ 7 ]  |                   |                    |        |             |  |       |
| Lappi kapellförsamling del av Raumo församling                       | Lapin kappeliseurakunta                                | Raumo                                           | Åbo ärkestift                             | | [ 12 ] |                   |                    |        |             |  |       |
| Lappee församling                                                    | Lappeen seurakunta                                     | Villmanstrand                                   | S:t Michels stift                         | | [ 9 ]  |                   |                    |        |             |  |       |
| Lappo domkyrkoförsamling                                             | Lapuan tuomiokirkkoseurakunta                          | Lappo                                           | Lappo stift                               | | [ 5 ]  |                   |                    |        |             |  |       |
| Larsmo församling                                                    | Luodon seurakunta                                      | Larsmo                                          | Borgå stift                               | | [ 4 ]  |                   |                    |        |             |  |       |
| Laukas församling                                                    | Laukaan seurakunta                                     | Laukas                                          | Lappo stift                               | | [ 5 ]  |                   |                    |        |             |  |       |
| Laune församling                                                     | Launeen seurakunta                                     | Lahtis                                          | Tammerfors stift                          | | [ 3 ]  |                   |                    |        |             |  |       |
| Lauritsala församling                                                | Lauritsalan seurakunta                                 | Villmanstrand                                   | S:t Michels stift                         | | [ 9 ]  |                   |                    |        |             |  |       |
| Lauttasaaren seurakunta                                              | Lauttasaaren seurakunta                                | Helsingfors                                     | Helsingfors stift                         | De svenskspråkiga kan höra till Johannes församling | [ 13 ] |                   |                    |        |             |  |       |
| Lavia församling                                                     | Lavian seurakunta                                      | Björneborg                                      | Åbo ärkestift                             | | [ 12 ] |                   |                    |        |             |  |       |
| Leivonmäki kapellförsamling del av Joutsa församling                 | Leivonmäen kappeliseurakunta                           | Joutsa                                          | S:t Michels stift                         | | [ 9 ]  |                   |                    |        |             |  |       |
| Lembois församling                                                   | Lempäälän seurakunta                                   | Lembois                                         | Tammerfors stift                          | | [ 3 ]  |                   |                    |        |             |  |       |
| Lemland-Lumparlands församling                                       | Lemland-Lumparlands församling                         | Lemland och Lumparland                          | Borgå stift                               | Församlingarna på Åland är enligt själstyrelsen enspråkigt svenska och har inget namn på finska | [ 4 ]  |                   |                    |        |             |  |       |
| Leppävaaran seurakunta                                               | Leppävaaran seurakunta                                 | Esbo                                            | Esbo stift                                | De svenskspråkiga kan höra till Esbo svenska församling | [ 14 ] |                   |                    |        |             |  |       |
| Leppävirta församling                                                | Leppävirran seurakunta                                 | Leppävirta                                      | Kuopio stift                              | | [ 7 ]  |                   |                    |        |             |  |       |
| Letala församling                                                    | Laitilan seurakunta                                    | Letala                                          | Åbo ärkestift                             | | [ 12 ] |                   |                    |        |             |  |       |
| Lundo församling                                                     | Liedon seurakunta                                      | Lundo                                           | Åbo ärkestift                             | | [ 12 ] |                   |                    |        |             |  |       |
| Lieksa församling                                                    | Lieksan seurakunta                                     | Lieksa                                          | Kuopio stift                              | | [ 7 ]  |                   |                    |        |             |  |       |
| Libelits församling                                                  | Liperin seurakunta                                     | Libelits                                        | Kuopio stift                              | | [ 7 ]  |                   |                    |        |             |  |       |
| Lillkyro församling                                                  | Vähänkyrön seurakunta                                  | Vasa                                            | Lappo stift                               | Församlingen har från tiden före anslutningen till Vasa kyrkliga samfällighet ett namn på svenska. Efter anslutningen får svenska medlemmarna höra till Vasa svenska församling | [ 5 ]  |                   |                    |        |             |  |       |
| Limingo församling                                                   | Limingan seurakunta                                    | Limingo                                         | Uleåborgs stift                           | | [ 8 ]  |                   |                    |        |             |  |       |
| Loimaa församling                                                    | Loimaan seurakunta                                     | Loimaa                                          | Åbo ärkestift                             | | [ 12 ] |                   |                    |        |             |  |       |
| Lojo församling                                                      | Lohjan seurakunta                                      | Lojo                                            | Esbo stift                                | Kommunen är frivilligt tvåspråkig. Sådan möjlighet finns inte inom kyrkan | [ 14 ] |                   |                    |        |             |  |       |
| Lohtajan seurakunta eller Lochteå församling                         | Lohtajan seurakunta                                    | Karleby                                         | Uleåborgs stift                           | De svenskspråkiga kan höra till Karleby svenska församling | [ 8 ]  |                   |                    |        |             |  |       |
| Lokalax kapellförsamling del av Nystads församling                   | Lokalahden kappeliseurakunta                           | Nystad                                          | Åbo ärkestift                             | | [ 12 ] |                   |                    |        |             |  |       |
| Loppi församling                                                     | Lopen seurakunta                                       | Loppi                                           | Tammerfors stift                          | Namnet tidigare på svenska Loppis | [ 3 ]  |                   |                    |        |             |  |       |
| Lovisanejdens kyrkliga samfällighet                                  | Loviisanseudun seurakuntayhtymä                        | Lappträsk och Lovisa                            | Helsingfors stift                         | | [ 13 ] |                   |                    |        |             |  |       |
| Luhanka kapellförsamling del av Joutsa församling                    | Luhangan kappeliseurakunta                             | Luhanka                                         | S:t Michels stift                         | | [ 9 ]  |                   |                    |        |             |  |       |
| Lumijoki församling                                                  | Lumijoen seurakunta                                    | Lumijoki                                        | Uleåborgs stift                           | | [ 8 ]  |                   |                    |        |             |  |       |
| Luopionens kapellförsamling del av Pälkäne församling                | Luopioisten kappeliseurakunta                          | Pälkäne                                         | Tammerfors stift                          | | [ 10 ] |                   |                    |        |             |  |       |
| Luumäki församling                                                   | Luumäen seurakunta                                     | Luumäki                                         | S:t Michels stift                         | | [ 9 ]  |                   |                    |        |             |  |       |
| Luvia kapellförsamling del av Euraåminne församling                  | Luvian kapelliseurakunta                               | Euraåminne                                      | Åbo ärkestift                             | | [ 12 ] |                   |                    |        |             |  |       |
| Länsi-Turunmaan suomalainen seurakunta                               | Länsi-Turunmaan suomalainen seurakunta                 | Pargas                                          | Åbo ärkestift                             | | [ 12 ] |                   |                    |        |             |  |       |
| Malax församling                                                     | Maalahden seurakunta                                   | Malax                                           | Borgå stift                               | tvåspråkig församling | [ 4 ]  |                   |                    |        |             |  |       |
| Malmin seurakunta                                                    | Malmin seurakunta                                      | Helsingfors                                     | Helsingfors stift                         | | [ 13 ] |                   |                    |        |             |  |       |
| Mariehamns församling                                                | Mariehamns församling                                  | Mariehamn                                       | Borgå stift                               | | [ 4 ]  |                   |                    |        |             |  |       |
| Masku församling                                                     | Maskun seurakunta                                      | Masku                                           | Åbo ärkestift                             | | [ 12 ] |                   |                    |        |             |  |       |
| Matteus församling                                                   | Matteus församling                                     | Helsingfors                                     | Borgå stift                               | | [ 4 ]  |                   |                    |        |             |  |       |
| Meilahden seurakunta                                                 | Meilahden seurakunta                                   | Helsingfors                                     | Helsingfors stift                         | | [ 13 ] |                   |                    |        |             |  |       |
| Mellilä kapellförsamling del av Loima församling                     | Mellilän kappeliseurakunta                             | Loimaa                                          | Åbo ärkestift                             | | [ 12 ] |                   |                    |        |             |  |       |
| Merijärvi kapellförsamling del av Ylivieska församling               | Merijärven kappeliseurakunta                           | Merijärvi                                       | Uleåborgs stift                           | | [ 8 ]  |                   |                    |        |             |  |       |
| Merimasku församling                                                 | Merimaskun seurakunta                                  | Nådendal                                        | Åbo ärkestift                             | | [ 12 ] |                   |                    |        |             |  |       |
| Messuby församling                                                   | Tampereen Messukylän seurakunta                        | Tammerfors                                      | Tammerfors stift                          | Församlingen har traditionellt namn på svenska sedan medeltiden | [ 3 ]  |                   |                    |        |             |  |       |
| Metsämaa kapellförsamling del av Loimaa församling                   | Metsämaan kappeliseurakunta                            | Loimaa                                          | Åbo ärkestift                             | | [ 12 ] |                   |                    |        |             |  |       |
| Miehikkälä kapellförsamling del av Fredrikshamns församling          | Miehikkälän kappeliseurakunta                          | Miehikkälä                                      | S:t Michels stift                         | | [ 9 ]  |                   |                    |        |             |  |       |
| Mietois kapellförsamling del av Virmo församling                     | MItoisten kappeliseurakunta                            | Virmo                                           | Åbo ärkestift                             | | [ 12 ] |                   |                    |        |             |  |       |
| Mouhijärvi kapellförsamling del av Sastamala församling              | Mouhijärven kappeliseurakunta                          | Sastamala                                       | Åbo ärkestift                             | | [ 12 ] |                   |                    |        |             |  |       |
| Muhos församling                                                     | Muhoksen seurakunta                                    | Muhos                                           | Uleåborgs stift                           | | [ 8 ]  |                   |                    |        |             |  |       |
| Multia församling                                                    | Multian seurakunta                                     | Multia                                          | Lappo stift                               | Tidigare namn på svenska Muldia | [ 5 ]  |                   |                    |        |             |  |       |
| Munkkiniemen seurakunta                                              | Munkkiniemen seurakunta                                | Helsingfors                                     | Helsingfors stift                         | | [ 13 ] |                   |                    |        |             |  |       |
| Muonio församling                                                    | Muonion seurakunta                                     | Muonio                                          | Uleåborgs stift                           | | [ 8 ]  |                   |                    |        |             |  |       |
| Mustasaaren suomalainen seurakunta                                   | Mustasaaren suomalainen seurakunta                     | Korsholm                                        | Lappo stift                               | De svenskspråkiga hör till Korsholms svenska församlingen | [ 5 ]  |                   |                    |        |             |  |       |
| Muurame församling                                                   | Muuramen seurakunta                                    | Muurame                                         | Lappo stift                               | | [ 5 ]  |                   |                    |        |             |  |       |
| Männistö församling                                                  | Männistön seurakunta                                   | Kuopio                                          | Kuopio stift                              | | [ 7 ]  |                   |                    |        |             |  |       |
| Mäntsälä församling                                                  | Mäntsälän seurakunta                                   | Mäntsälä                                        | Esbo stift                                | | [ 14 ] |                   |                    |        |             |  |       |
| Mänttä-Filppula församling                                           | Mänttä-Vilppulan seurakunta                            | Mänttä-Filppula                                 | Tammerfors stift                          | | [ 3 ]  |                   |                    |        |             |  |       |
| Mäntyharju församling                                                | Mäntyharjun seurakunta                                 | Mäntyharju och Pertunmaa                        | S:t Michels stift                         | | [ 9 ]  |                   |                    |        |             |  |       |
| Mörskoms församling                                                  | Myrskylän seurakunta                                   | Mörskom                                         | Helsingfors stift                         | Tvåspråkig församling | [ 13 ] |                   |                    |        |             |  |       |
| Nådendals församling                                                 | Naantalin seurakunta                                   | Nådendal                                        | Åbo ärkestift                             | | [ 12 ] |                   |                    |        |             |  |       |
| Nådendals kyrkliga samfällighet                                      | Nådendals kyrkliga samfällighet                        | Nådendal                                        | Åbo ärkestift                             | | [ 12 ] |                   |                    |        |             |  |       |
| Nakkila församling                                                   | Nakkilan seurakunta                                    | Nakkila                                         | Åbo ärkestift                             | I äldre handlingar användes namnet Nackeby på svenska | [ 12 ] |                   |                    |        |             |  |       |
| Nastola församling                                                   | Nastolan seurakunta                                    | Lahtis                                          | Tammerfors stift                          | | [ 3 ]  |                   |                    |        |             |  |       |
| Nagu kapellförsamling del av Väståbolands svenska församlingi        | Nagu kapellförsamling                                  | Pargas                                          | Borgå stift                               | | [ 4 ]  |                   |                    |        |             |  |       |
| Nivala församling                                                    | Nivalan seurakunta                                     | Nivala                                          | Uleåborgs stift                           | | [ 8 ]  |                   |                    |        |             |  |       |
| Nokia församling                                                     | Nokian seurakunta                                      | Nokia stad                                      | Tammerfors stift                          | | [ 3 ]  |                   |                    |        |             |  |       |
| Norrmarks församling                                                 | Noormarkun seurakunta                                  | Påmark och Björneborg                           | Åbo ärkestift                             | | [ 15 ] |                   |                    |        |             |  |       |
| Nousis församling                                                    | Nousiaisten seurakunta                                 | Nousis                                          | Åbo ärkestift                             | | [ 12 ] |                   |                    |        |             |  |       |
| Nurmes församling                                                    | Nurmeksen seurakunta                                   | Nurmes                                          | Kuopio stift                              | | [ 7 ]  |                   |                    |        |             |  |       |
| Nurmijärvi församling                                                | Nurmijärven seurakunta                                 | Nurmijärvi                                      | Esbo stift                                | | [ 14 ] |                   |                    |        |             |  |       |
| Nurmo kapellförsamling del av Seinäjoki församling                   | Nurmon kappeliseurakunta                               | Seinäjoki                                       | Lappo stift                               | | [ 5 ]  |                   |                    |        |             |  |       |
| Nykarleby församling                                                 | Uudenkaarlepyyn seurakunta                             | Nykarleby                                       | Borgå stift                               | tvåspråkig församling | [ 4 ]  |                   |                    |        |             |  |       |
| Nyslotts församling                                                  | Savonlinnan seurakunta                                 | Enonkoski, Rantasalmi och Nyslott               | S:t Michels stift                         | | [ 9 ]  |                   |                    |        |             |  |       |
| Nystads kapellförsamling del av Uudenkaupungin församling            | Uudenkaupungin kappeliseurakunta                       | Nystad                                          | Åbo ärkestift                             | | [ 12 ] |                   |                    |        |             |  |       |
| Nystads församling                                                   | Uudenkaupungin seurakunta                              | Nystad                                          | Åbo ärkestift                             | | [ 12 ] |                   |                    |        |             |  |       |
| Nådendals församling                                                 | Naantalin seurakunta                                   | Nådendal                                        | Åbo ärkestift                             | | -      | Närpes församling | Närpiön seurakunta | Närpes | Borgå stift |  | [ 4 ] |
| Olarin seurakunta                                                    | Olarin seurakunta                                      | Esbo                                            | Esbo stift                                | De svenskspråkiga kan höra till Esbo svenska församling | [ 14 ] |                   |                    |        |             |  |       |
| Oravais kapellförsamling del av Vörå församling                      | Oravasiten kappeliseurakunta                           | Vörå                                            | Borgå stift                               | | [ 4 ]  |                   |                    |        |             |  |       |
| Orimattila församling                                                | Orimattilan seurakunta                                 | Orimattila                                      | Tammerfors stift                          | | [ 3 ]  |                   |                    |        |             |  |       |
| Orivesi församling                                                   | Oriveden seurakunta                                    | Juupajoki och Orivesi                           | Tammerfors stift                          | | [ 3 ]  |                   |                    |        |             |  |       |
| Oulainens församling eller tidigare på svenska Oulais församling     | Oulaisten seurakunta                                   | Oulainen                                        | Uleåborgs stift                           | | [ 8 ]  |                   |                    |        |             |  |       |
| Oulunkylän seurakunta                                                | Oulunkylän seurakunta                                  | Helsingfors                                     | Helsingfors stift                         | | [ 13 ] |                   |                    |        |             |  |       |
| Outokumpu församling                                                 | Outokummun seurakunta                                  | Outokumpu                                       | Kuopio stift                              | | [ 7 ]  |                   |                    |        |             |  |       |
| Patis församling                                                     | Paattisten seurakunta                                  | Åbo                                             | Åbo ärkestift                             | | [ 12 ] |                   |                    |        |             |  |       |
| Paavalin seurakunta                                                  | Paavalin seurakunta                                    | Helsingfors                                     | Helsingfors stift                         | | [ 13 ] |                   |                    |        |             |  |       |
| Pemars församling                                                    | Paimion seurakunta                                     | Pemar och Sagu                                  | Åbo ärkestift                             | | [ 12 ] |                   |                    |        |             |  |       |
| Pakilan seurakunta                                                   | Pakilan seurakunta                                     | Helsingfors                                     | Helsingfors stift                         | | [ 13 ] |                   |                    |        |             |  |       |
| Paltamo församling                                                   | Paltamon seurakunta                                    | Paltamo                                         | Kuopio stift                              | | [ 7 ]  |                   |                    |        |             |  |       |
| Pargas kyrkliga samfällighet                                         | Parastein seurakuntayhtymä                             | Pargas                                          | Borgå stift                               | | [ 4 ]  |                   |                    |        |             |  |       |
| Parikkala församling                                                 | Parikkalan seurakunta                                  | Parikkala                                       | S:t Michels stift                         | | [ 9 ]  |                   |                    |        |             |  |       |
| Parkano församling                                                   | Parkanon seurakunta                                    | Parkano                                         | Lappo stift                               | | [ 5 ]  |                   |                    |        |             |  |       |
| Pedersörenejdens kyrkliga samfällighet                               | Pietarsaarenseudun seurakuntayhtym                     | Pedersöre och Jakobstad                         | Borgå stift                               | | [ 4 ]  |                   |                    |        |             |  |       |
| Pedersöre församling                                                 | Pedersöre församling                                   | Pedersöre                                       | Borgå stift                               | På finska har traditionellt använts flera namn Pedersören seurakunta, Pietarsaaren maalaisseurakunta och innan staden övertog det finska namnet Pietarsaaren seurakunta Vilket inte skall förväxlas med den församling som från 1904 kom att på finska heta Pietarsaaren seurakunta men gällde staden Jakobstad | [ 4 ]  |                   |                    |        |             |  |       |
| Pelkosenniemi församling                                             | Pelkosenniemen seurakunta                              | Pelkosenniemi och Savukoski                     | Uleåborgs stift                           | | [ 8 ]  |                   |                    |        |             |  |       |
| Pello församling                                                     | Pellon seurakunta                                      | Pello                                           | Uleåborgs stift                           | | [ 8 ]  |                   |                    |        |             |  |       |
| Perho församling                                                     | Perhon seurakunta                                      | Perho                                           | Uleåborgs stift                           | | [ 8 ]  |                   |                    |        |             |  |       |
| Pertunmaa kapellförsamling del av Mäntyharju församling              | Pertunmaan kappeliseurakunta                           | Pertunmaa                                       | S:t Michels stift                         | | [ 9 ]  |                   |                    |        |             |  |       |
| Peräseinäjoki kapellförsamling del av Seinäjoki församling           | Peräseinäjoen kappeliseurakunta                        | Seinäjoki                                       | Lappo stift                               | | [ 5 ]  |                   |                    |        |             |  |       |
| Petrus församling                                                    | Petrus församling                                      | Helsingfors                                     | Borgå stift                               | | [ 4 ]  |                   |                    |        |             |  |       |
| Pieksämäki församling                                                | Pieksämäen seurakunta                                  | Pieksämäki                                      | Kuopio stift                              | | [ 7 ]  |                   |                    |        |             |  |       |
| Pielavesi församling                                                 | Pielaveden seurakunta                                  | Pielavesi                                       | Kuopio stift                              | | [ 7 ]  |                   |                    |        |             |  |       |
| Pielisensuu församling                                               | Pielisensuun seurakunta                                | Joensuu                                         | Kuopio stift                              | | [ 7 ]  |                   |                    |        |             |  |       |
| Pietarsaaren suomalainen seurakunta                                  | Pietarsaaren suomalainen seurakunta                    | Pedersöre och Jakobstad                         | Lappo stift                               | | [ 5 ]  |                   |                    |        |             |  |       |
| Pihlajavesi kapellförsamling del av Keuru församling                 | Pilajaveden kappeliseurakunta                          | Keuru                                           | Lappo stift                               | | [ 5 ]  |                   |                    |        |             |  |       |
| Pihtipudas församling                                                | Pihtiputaan seurakunta                                 | Pihtipudas                                      | Lappo stift                               | | [ 5 ]  |                   |                    |        |             |  |       |
| Pikis församling                                                     | Piikkiön seurakunta                                    | S:t Karins                                      | Åbo ärkestift                             | | [ 12 ] |                   |                    |        |             |  |       |
| Piippola kapellförsamling del av Siikalatva församling               | Piipolan kappeliseurakunta                             | Siikalatva                                      | Uleåborgs stift                           | | [ 8 ]  |                   |                    |        |             |  |       |
| Pörtoms kapellförsamling del av Närpes församlingi                   | Pirttikylän kappeliseurakunta                          | Närpes                                          | Borgå stift                               | | [ 4 ]  |                   |                    |        |             |  |       |
| Pitäjänmäen seurakunta                                               | Pitäjänmäen seurakunta                                 | Sockenbacka i Helsingfors                       | Helsingfors stift                         | De svenskspråkiga kan höra till Petrus församling | [ 13 ] |                   |                    |        |             |  |       |
| Norra Lapplands kyrkliga samfällighet                                | Pohjois-Lapin seurakuntayhtymä                         | Enare och Utsjoki                               | Uleåborgs stift                           | | [ 8 ]  |                   |                    |        |             |  |       |
| Norra Ålands församling                                              | Norra Ålands församling                                | Sund, Vårdö, Geta och Finström                  | Borgå stift                               | | [ 4 ]  |                   |                    |        |             |  |       |
| Polvijärvi församling                                                | Polvijärven seurakunta                                 | Polvijärvi                                      | Kuopio stift                              | | [ 7 ]  |                   |                    |        |             |  |       |
| Porvoon suomalainen seurakunta                                       | Porvoon suomalainen seurakunta                         | Borgå                                           | Helsingfors stift                         | | [ 13 ] |                   |                    |        |             |  |       |
| Posio församling                                                     | Posion seurakunta                                      | Posio                                           | Uleåborgs stift                           | | [ 8 ]  |                   |                    |        |             |  |       |
| Pudasjärvi församling                                                | Pudasjärven seurakunta                                 | Pudasjärvi                                      | Uleåborgs stift                           | | [ 8 ]  |                   |                    |        |             |  |       |
| Puijo församling                                                     | Puijon seurakunta                                      | Kuopio                                          | Kuopio stift                              | | [ 7 ]  |                   |                    |        |             |  |       |
| Pulkkila kapellförsamling del av Siikalatva församling               | Pulkkilan kappeliseurakunta                            | Siikalatva                                      | Uleåborgs stift                           | | [ 8 ]  |                   |                    |        |             |  |       |
| Punkaharju kapellförsamling del av Nyslotts församling               | Punkaharjun kappeliseurakunta                          | Nyslott                                         | S:t Michels stift                         | | [ 9 ]  |                   |                    |        |             |  |       |
| Punkalaiduns församling                                              | Punkalaitumen seurakunta                               | Punkalaidun                                     | Åbo ärkestift                             | | [ 12 ] |                   |                    |        |             |  |       |
| Puolanka församling                                                  | Puolangan seurakunta                                   | Puolanka                                        | Kuopio stift                              | | [ 7 ]  |                   |                    |        |             |  |       |
| Puumala församling                                                   | Puumalan seurakunta                                    | Puumala                                         | S:t Michels stift                         | | [ 9 ]  |                   |                    |        |             |  |       |
| Pyttis församling                                                    | Pyhtään seurakunta                                     | Pyttis                                          | S:t Michels stift                         | tvåspråkig församling | [ 9 ]  |                   |                    |        |             |  |       |
| Pyhäjoki församling                                                  | Pyhäjoen seurakunta                                    | Pyhäjoki                                        | Uleåborgs stift                           | | [ 8 ]  |                   |                    |        |             |  |       |
| Pyhäjärvi församling                                                 | Pyhäjärven seurakunta                                  | Pyhäjärvi                                       | Kuopio stift                              | | [ 7 ]  |                   |                    |        |             |  |       |
| Pyhämaa kapellförsamling del av Nystads församling                   | Pyhämaan kappeliseurakunta                             | Nystad                                          | Åbo ärkestift                             | | [ 12 ] |                   |                    |        |             |  |       |
| Pyhäntä kapellförsamling del av Siikalatva församling                | Pyhännän kappeliseurakunta                             | Pyhäntä                                         | Uleåborgs stift                           | | [ 8 ]  |                   |                    |        |             |  |       |
| Pyhäranta församling                                                 | Pyhärannan seurakunta                                  | Pyhäranta                                       | Åbo ärkestift                             | | [ 12 ] |                   |                    |        |             |  |       |
| Pyhäselkä församling                                                 | Pyhäselän seurakunta                                   | Joensuu                                         | Kuopio stift                              | | [ 7 ]  |                   |                    |        |             |  |       |
| Pylkönmäki kapellförsamling del av Saarijärvi församling             | Pylkönmäen kappeliseurakunta                           | Saarijärvi                                      | Lappo stift                               | | [ 5 ]  |                   |                    |        |             |  |       |
| Pälkäne församling                                                   | Pälkäneen seurakunta                                   | Pälkäne                                         | Tammerfors stift                          | | [ 3 ]  |                   |                    |        |             |  |       |
| Pöytis församling numera Pöytyä församling                           | Pöytyän seurakunta                                     | Oripää och Pöytyä                               | Åbo ärkestift                             | Det svenska namnet Pöytis anses numera vara utdött | [ 12 ] |                   |                    |        |             |  |       |
| Pöytyä församling                                                    | Pöytyän seurakunta                                     | Oripää och Pöytyä                               | Åbo ärkestift                             | Tidigare namn på svenska Pöytis | [ 12 ] |                   |                    |        |             |  |       |
| Raaseporin suomalainen seurakunta                                    | Raaseporin suomalainen seurakunta                      | Raseborg                                        | Esbo stift                                | | [ 4 ]  |                   |                    |        |             |  |       |
| Raseborgs kyrkliga samfällighet                                      | Raaseporin seurakuntayhtymä                            | Raseborg                                        | Borgå stift                               | | [ 4 ]  |                   |                    |        |             |  |       |
| Rantakylä församling                                                 | Rantakylän seurakunta                                  | Joensuu                                         | Kuopio stift                              | | [ 7 ]  |                   |                    |        |             |  |       |
| Rantasalmi kapellförsamling del av Nyslotts församling               | rantasalmen kappeliseurakunta                          | Rantasalmi                                      | S:t Michels stift                         | | [ 9 ]  |                   |                    |        |             |  |       |
| Rantsila kapellförsamling del av Siikalatva församling               | Rantsilan kappeliseurakunta                            | Siikalatva                                      | Uleåborgs stift                           | | [ 8 ]  |                   |                    |        |             |  |       |
| Raumo församling                                                     | Rauman seurakunta                                      | Raumo                                           | Åbo ärkestift                             | | [ 12 ] |                   |                    |        |             |  |       |
| Ranua församling                                                     | Ranuan seurakunta                                      | Ranua                                           | Uleåborgs stift                           | | [ 8 ]  |                   |                    |        |             |  |       |
| Rautalampi församling                                                | Rautalammin seurakunta                                 | Rautalampi                                      | Kuopio stift                              | | [ 7 ]  |                   |                    |        |             |  |       |
| Rautavaara församling                                                | Rautavaaran seurakunta                                 | Rautavaara                                      | Kuopio stift                              | | [ 7 ]  |                   |                    |        |             |  |       |
| Rautio kapellförsamling del av Kalajoki församling                   | Raution kappeliseurakunta                              | Kalajoki                                        | Uleåborgs stift                           | | [ 8 ]  |                   |                    |        |             |  |       |
| Reisjärvi församling                                                 | Reisjärven seurakunta                                  | Reisjärvi                                       | Uleåborgs stift                           | | [ 8 ]  |                   |                    |        |             |  |       |
| Rekolan seurakunta                                                   | Rekolan seurakunta                                     | Vanda                                           | Helsingfors stift                         | | [ 13 ] |                   |                    |        |             |  |       |
| Replots församling                                                   | Replots församling                                     | Korsholm                                        | Borgå stift                               | | [ 4 ]  |                   |                    |        |             |  |       |
| Reso församling                                                      | Raision seurakunta                                     | Reso                                            | Åbo ärkestift                             | | [ 12 ] |                   |                    |        |             |  |       |
| Riihimäki församling                                                 | Riihimäen seurakunta                                   | Riihimäki                                       | Tammerfors stift                          | | [ 3 ]  |                   |                    |        |             |  |       |
| Rikssvenska Olaus Petri-församling                                   | Rikssvenska Olaus Petri-församling                     | Landsomfattande                                 | Borgå stift                               | | [ 4 ]  |                   |                    |        |             |  |       |
| Ristijärvi församlling                                               | Ristijärven seurakunta                                 | Ristijärvi                                      | Kuopio stift                              | | [ 7 ]  |                   |                    |        |             |  |       |
| Roihuvuoren seurakunta                                               | Roihuvuoren seurakunta                                 | Helsingfors                                     | Helsingfors stift                         | | [ 13 ] |                   |                    |        |             |  |       |
| Rovaniemi församling                                                 | Rovaniemen seurakunta                                  | Rovaniemi                                       | Uleåborgs stift                           | | [ 8 ]  |                   |                    |        |             |  |       |
| Ruokolax församlling                                                 | Ruokolahden seurakunta                                 | Ruokolax och Rautjärvi                          | S:t Michels stift                         | | [ 9 ]  |                   |                    |        |             |  |       |
| Ruovesi församling                                                   | Ruoveden seurakunta                                    | Ruovesi                                         | Tammerfors stift                          | | [ 3 ]  |                   |                    |        |             |  |       |
| Rusko församlling                                                    | Ruskon seurakunta                                      | Rusko                                           | Åbo ärkestift                             | | [ 12 ] |                   |                    |        |             |  |       |
| Rimito församling                                                    | Rymättylän seurakunta                                  | Nådendal                                        | Åbo ärkestift                             | | [ 12 ] |                   |                    |        |             |  |       |
| Rääkkylä kapellförsamling del av Kides församling                    | Rääkylän kappeliseurakunta                             | Rääkkylä                                        | S:t Michels stift                         | | [ 7 ]  |                   |                    |        |             |  |       |
| S:ta Marie församling                                                | Maarian seurakunta                                     | Åbo                                             | Åbo ärkestift                             | De svenskspråkiga kan höra till Åbo svenska församling. Det sedan medeltiden etablerade namnet på svenska är S:ta Maria församling | [ 12 ] |                   |                    |        |             |  |       |
| S:t Michels domkyrkoförsamling                                       | Mikkelin tuomiokirkkoseurakunta                        | S:t Michel                                      | S:t Michels stift                         | | [ 9 ]  |                   |                    |        |             |  |       |
| Saarijärvi församling                                                | Saarijärven seurakunta                                 | Kannonkoski, Kivijärvi och Saarijärvi           | Lappo stift                               | | [ 5 ]  |                   |                    |        |             |  |       |
| Salla församling                                                     | Sallan seurakunta                                      | Salla                                           | Uleåborgs stift                           | | [ 8 ]  |                   |                    |        |             |  |       |
| Salo församling                                                      | Salon seurakunta                                       | Salo                                            | Åbo ärkestift                             | | [ 12 ] |                   |                    |        |             |  |       |
| Salpausselkä församling                                              | Salpausselän seurakunta                                | Lahtis                                          | Tammerfors stift                          | | [ 3 ]  |                   |                    |        |             |  |       |
| Saltviks församling                                                  | Saltviks församling                                    | Saltvik                                         | Borgå stift                               | | [ 4 ]  |                   |                    |        |             |  |       |
| Sammonlahti församling                                               | Sammonlahden seurakunta                                | Villmanstrand                                   | S:t Michels stift                         | | [ 9 ]  |                   |                    |        |             |  |       |
| Sastamala församling                                                 | Sastamalan seurakunta                                  | Sastamala                                       | Åbo ärkestift                             | OBS! Inte att förväxla med Sastmola församling | [ 12 ] |                   |                    |        |             |  |       |
| Sastmola församling                                                  | Merikarvian seurakunta                                 | Sastmola                                        | Åbo ärkestift                             | | [ 12 ] |                   |                    |        |             |  |       |
| Seinäjoki församling                                                 | Seinäjoen seurakunta                                   | Seinäjoki                                       | Lappo stift                               | Orten kallades tidigare på svenska Östermyra | [ 5 ]  |                   |                    |        |             |  |       |
| Sibbo kyrkliga samfällighet                                          | Sipoon seurakuntayhtymä                                | Sibbo                                           | Helsingfors stift                         | | [ 13 ] |                   |                    |        |             |  |       |
| Sibbo svenska församling                                             | Sibbo svenska församling                               | Sibbo                                           | Borgå stift                               | | [ 4 ]  |                   |                    |        |             |  |       |
| Sievi församling                                                     | Sievin seurakunta                                      | Sievi                                           | Uleåborgs stift                           | | [ 8 ]  |                   |                    |        |             |  |       |
| Siikalatva församling                                                | Siikalatvan seurakunta                                 | Pyhäntä och Siikalatva                          | Uleåborgs stift                           | | [ 8 ]  |                   |                    |        |             |  |       |
| Siilinjärvi församling                                               | Siilinjärven seurakunta                                | Siilinjärvi                                     | Kuopio stift                              | | [ 7 ]  |                   |                    |        |             |  |       |
| Simo församling                                                      | Simon seurakunta                                       | Simo                                            | Uleåborgs stift                           | | [ 8 ]  |                   |                    |        |             |  |       |
| Sipoon suomalainen seurakunta                                        | Sipoon suomalainen seurakunta                          | Sibbo                                           | Helsingfors stift                         | | [ 13 ] |                   |                    |        |             |  |       |
| Siuntion suomalainen seurakunta                                      | Siuntion suomalainen seurakunta                        | Sjundeå                                         | Esbo stift                                | De svenskspråkiga hör till Sjundeå svenska församling | [ 14 ] |                   |                    |        |             |  |       |
| Sjundeå kyrkliga samfällighet                                        | Siuntion seurakuntayhtymä                              | Sjundeå                                         | Esbo stift                                | | [ 14 ] |                   |                    |        |             |  |       |
| Sjundeå svenska församling                                           | Sjundeå svenska församling                             | Sjundeå                                         | Borgå stift                               | | [ 4 ]  |                   |                    |        |             |  |       |
| Sodankylä församling                                                 | Sodankylän seurakunta                                  | Sodankylä                                       | Uleåborgs stift                           | | [ 8 ]  |                   |                    |        |             |  |       |
| Soini församling                                                     | Soinin seurakunta                                      | Soini                                           | Lappo stift                               | | [ 5 ]  |                   |                    |        |             |  |       |
| Solfs församling                                                     | Solfs församling                                       | Korsholm                                        | Borgå stift                               | | [ 4 ]  |                   |                    |        |             |  |       |
| Somerniemi kapellförsamling del av Somero församling                 | Somerniemen kappeliseurakunta                          | Somero                                          | Tammerfors stift                          | | [ 10 ] |                   |                    |        |             |  |       |
| Somero församling                                                    | Someron seurakunta                                     | Somero                                          | Tammerfors stift                          | | [ 3 ]  |                   |                    |        |             |  |       |
| Sonkajärvi församling                                                | Sonkajärven seurakunta                                 | Sonkajärvi                                      | Kuopio stift                              | | [ 7 ]  |                   |                    |        |             |  |       |
| Sotkamo församling                                                   | Sotkamon seurakunta                                    | Sotkamo                                         | Kuopio stift                              | | [ 7 ]  |                   |                    |        |             |  |       |
| Storå församling                                                     | Isojoen seurakunta                                     | Storå                                           | Lappo stift                               | | [ 5 ]  |                   |                    |        |             |  |       |
| Storkyro församling                                                  | Isonkyrön seurakunta                                   | Storkyro                                        | Lappo stift                               | | [ 5 ]  |                   |                    |        |             |  |       |
| Sulkava församling                                                   | Sulkavan seurakunta                                    | Sulkava                                         | S:t Michels stift                         | | [ 9 ]  |                   |                    |        |             |  |       |
| Sumias kapellförsamling del av Äänekoski församling                  | Sumiaisten kappeliseurakunta                           | Äänekoski                                       | Lappo stift                               | | [ 5 ]  |                   |                    |        |             |  |       |
| Sundoms kapellförsamling del av Vasa svenska församling              | Sundoms kapellförsamling                               | Vasa                                            | Borgå stift                               | | [ 5 ]  |                   |                    |        |             |  |       |
| Suodenniemi kapellförsamling del av Sastamala församling             | Suodenniemen kappeliseurakunta                         | Sastamala                                       | Åbo ärkestift                             | | [ 12 ] |                   |                    |        |             |  |       |
| Suomussalmi församling                                               | Suomussalmen seurakunta                                | Suomussalmi                                     | Kuopio stift                              | | [ 7 ]  |                   |                    |        |             |  |       |
| Suonenjoki församling                                                | Suonenjoen seurakunta                                  | Suonenjoki                                      | Kuopio stift                              | | [ 7 ]  |                   |                    |        |             |  |       |
| Säkylä-Kjulo församling                                              | Säkylä-Köyliön seurakunta                              | Säkylä                                          | Åbo ärkestift                             | | [ 12 ] |                   |                    |        |             |  |       |
| Sääksmäki församling                                                 | Sääksmäen seurakunta                                   | Valkeakoski                                     | Tammerfors stift                          | | [ 3 ]  |                   |                    |        |             |  |       |
| Tainionvirta församling                                              | Tainionvirran seurakunta                               | Gustav Adolfs och Sysmä                         | S:t Michels stift                         | |        |                   |                    |        |             |  |       |
| Taipale församling                                                   | Taipaleen seurakunta                                   | Lemi, Savitaipale och Taipalsaari               | S:t Michels stift                         | |        |                   |                    |        |             |  |       |
| Taivalkoski församling                                               | Taivalkosken seurakunta                                | Taivalkoski                                     | Uleåborgs stift                           | | [ 8 ]  |                   |                    |        |             |  |       |
| Tammela församling                                                   | Tammelan seurakunta                                    | Tammela                                         | Tammerfors stift                          | | [ 3 ]  |                   |                    |        |             |  |       |
| Tammerfors svenska församling                                        | Tammerfors svenska församling                          | Tammerfors                                      | Borgå stift                               | | [ 4 ]  |                   |                    |        |             |  |       |
| Tammerfors evangelisk-lutherska samfällighet                         | Tampereen evankelis-luterilainen kyrkliga samfällighet | Tammerfors                                      | Tammerfors stift                          | | [ 3 ]  |                   |                    |        |             |  |       |
| Tammerfors domkyrkoförsamling                                        | Tampereen tuomiokirkkoseurakunta                       | Tammerfors                                      | Tammerfors stift                          | | [ 3 ]  |                   |                    |        |             |  |       |
| Tampereen Eteläinen seurakunta                                       | Tampereen Eteläinen seurakunta                         | Tammerfors                                      | Tammerfors stift                          | | [ 3 ]  |                   |                    |        |             |  |       |
| Tapiolan seurakunta                                                  | Tapiolan seurakunta                                    | Esbo                                            | Esbo stift                                | De svenskspråkiga kan höra till Esbo svenska församling | [ 14 ] |                   |                    |        |             |  |       |
| Tarvasjoki kapellförsamling del av Lundo församling                  | Tarvasjoen kappeliseurakunta                           | Lundo                                           | Åbo ärkestift                             | | [ 12 ] |                   |                    |        |             |  |       |
| Tavastkyro församling                                                | Hämeenkyrön seurakunta                                 | Tavastkyro                                      | Tammerfors stift                          | | [ 3 ]  |                   |                    |        |             |  |       |
| Tavastehus-Vånå församling                                           | Hämeenlinna-Vanajan seurakunta                         | Tavastehus                                      | Tammerfors stift                          | | [ 3 ]  |                   |                    |        |             |  |       |
| Tavastehus kyrkliga samfällighet                                     | Hämeenlinnan seurakuntayhtymä                          | Tavastehus                                      | Tammerfors stift                          | | [ 3 ]  |                   |                    |        |             |  |       |
| Temmes kapellförsamling del av Tyrnävä församling                    | Temmeksen kappeliseurakunta                            | Tyrnävä                                         | Uleåborgs stift                           | | [ 8 ]  |                   |                    |        |             |  |       |
| Tervo församling                                                     | Tervon seurakunta                                      | Tervo                                           | Kuopio stift                              | | [ 7 ]  |                   |                    |        |             |  |       |
| Tervola församling                                                   | Tervolan seurakunta                                    | Tervola                                         | Uleåborgs stift                           | | [ 8 ]  |                   |                    |        |             |  |       |
| Tikkurilan seurakunta                                                | Tikkurilan seurakunta                                  | Dickursby, Vanda                                | Helsingfors stift                         | | [ 13 ] |                   |                    |        |             |  |       |
| Tohmajärvi församling                                                | Tohmajärven seurakunta                                 | Tohmajärvi                                      | S:t Michels stift                         | | [ 9 ]  |                   |                    |        |             |  |       |
| Toholampi församling                                                 | Toholammin seurakunta                                  | Lestijärvi och Toholampi                        | Uleåborgs stift                           | | [ 8 ]  |                   |                    |        |             |  |       |
| Torneå församling                                                    | Tornion seurakunta                                     | Torneå                                          | Uleåborgs stift                           | | [ 8 ]  |                   |                    |        |             |  |       |
| Träskända församling                                                 | Järvenpään seurakunta                                  | Träskända                                       | Esbo stift                                | | [ 14 ] |                   |                    |        |             |  |       |
| Tuira församling                                                     | Tuiran seurakunta                                      | Uleåborg                                        | Uleåborgs stift                           | | [ 8 ]  |                   |                    |        |             |  |       |
| Turun Henrikinseurakunta                                             | Turun Henrikinseurakunta                               | Åbo                                             | Åbo ärkestift                             | | [ 12 ] |                   |                    |        |             |  |       |
| Turun Katariinanseurakunta                                           | Turun Katariinanseurakunta                             | Åbo                                             | Åbo ärkestift                             | | [ 12 ] |                   |                    |        |             |  |       |
| Turun Martinseurakunta                                               | Turun Martinseurakunta                                 | Åbo                                             | Åbo ärkestift                             | | [ 12 ] |                   |                    |        |             |  |       |
| Turun Mikaelinseurakunta                                             | Turun Mikaelinseurakunta                               | Åbo                                             | Åbo ärkestift                             | | [ 12 ] |                   |                    |        |             |  |       |
| Tusby församling                                                     | Tuusulan seurakunta                                    | Tusby                                           | Esbo stift                                | | [ 14 ] |                   |                    |        |             |  |       |
| Tyrnävä församling                                                   | Tyrnävän seurakunta                                    | Tyrnävä                                         | Uleåborgs stift                           | | [ 8 ]  |                   |                    |        |             |  |       |
| Tyska evangelisk-lutherska församlingen i Finland                    |                                                        | Riksomfattande                                  | Borgå stift                               | | [ 4 ]  |                   |                    |        |             |  |       |
| Tövsala församling                                                   | Taivassalon seurakunta                                 | Taivassalo                                      | Åbo ärkestift                             | | [ 12 ] |                   |                    |        |             |  |       |
| Töölön seurakunta                                                    | Töölön seurakunta                                      | Helsingfors                                     | Helsingfors stift                         | | [ 13 ] |                   |                    |        |             |  |       |
| Ullavan kappeliseurakunta del av Kaustisen ja Ullavan seurakunta     | Ullavan kappeliseurakunta                              | Karleby                                         | Uleåborgs stift                           | | [ 8 ]  |                   |                    |        |             |  |       |
| Ulvsby församling                                                    | Ulvilan seurakunta                                     | Ulvsby                                          | Åbo ärkestift                             | | [ 12 ] |                   |                    |        |             |  |       |
| Uleås församling                                                     | Oulujoen seurakunta                                    | Uleåborg                                        | Uleåborgs stift                           | Oulujoki har på svenska också omtalats som Uleå | [ 8 ]  |                   |                    |        |             |  |       |
| Uleåborgs evangelisk-lutherska kyrkliga samfällighet                 | Oulun evankelis-luterilainen seurakuntayhtymä          | Uleåborg                                        | Uleåborgs stift                           | | [ 8 ]  |                   |                    |        |             |  |       |
| Uleåborgs domkyrkoförsamling                                         | Oulun tuomiokirkkoseurakunta                           | Uleåborg                                        | Uleåborgs stift                           | | [ 8 ]  |                   |                    |        |             |  |       |
| Uleåsalo församling                                                  | Oulunsalon seurakunta                                  | Uleåborg                                        | Uleåborgs stift                           | | [ 8 ]  |                   |                    |        |             |  |       |
| Urjala församling                                                    | Urjalan seurakunta                                     | Urjala                                          | Tammerfors stift                          | Tidigare på svenska Urdiala | [ 3 ]  |                   |                    |        |             |  |       |
| Utsjoki församling                                                   | Utsjoen seurakunta                                     | Utsjoki                                         | Uleåborgs stift                           | | [ 8 ]  |                   |                    |        |             |  |       |
| Urais församling                                                     | Uuraisten seurakunta                                   | Urais                                           | Lappo stift                               | | [ 5 ]  |                   |                    |        |             |  |       |
| Vaara-Karjala församling                                             | Vaara-Karjalan seurakunta                              | Joensuu                                         | Kuopio stift                              | | [ 7 ]  |                   |                    |        |             |  |       |
| Vaasan suomalainen seurakunta                                        | Vaasan suomalainen seurakunta                          | Vasa                                            | Lappo stift                               | | [ 5 ]  |                   |                    |        |             |  |       |
| Vahto kapellförsamling del av Rusko församling                       | Vahdon kappeliseurakunta                               | Rusko                                           | Åbo ärkestift                             | | [ 12 ] |                   |                    |        |             |  |       |
| Valkeala församling                                                  | Valkealan seurakunta                                   | Kouvola                                         | S:t Michels stift                         | | [ 9 ]  |                   |                    |        |             |  |       |
| Valtimo församling                                                   | Valtimon seurakunta                                    | Valtimo                                         | Kuopio stift                              | | [ 7 ]  |                   |                    |        |             |  |       |
| Vampula kapellförsamling del av Vittis församling                    | Vampulan kappeliseurakunta                             | Vittis                                          | Åbo ärkestift                             | Tidigare på svenska Vambula | [ 12 ] |                   |                    |        |             |  |       |
| Vanda svenska församling                                             | Vanda svenska församling                               | Vanda                                           | Borgå stift                               | | [ 4 ]  |                   |                    |        |             |  |       |
| Vanda kyrkliga samfällighet                                          | Vantaan seurakuntayhtymä                               | Vanda                                           | Helsingfors stift                         | | [ 13 ] |                   |                    |        |             |  |       |
| Vantaankosken seurakunta                                             | Vantaankosken seurakunta                               | Vanda                                           | Helsingfors stift                         | | [ 13 ] |                   |                    |        |             |  |       |
| Varkaus församling                                                   | Varkauden seurakunta                                   | Varkaus                                         | Kuopio stift                              | | [ 7 ]  |                   |                    |        |             |  |       |
| Vartiokylän seurakunta                                               | Vartiokylän seurakunta                                 | Helsingfors                                     | Helsingfors stift                         | | [ 13 ] |                   |                    |        |             |  |       |
| Vasa kyrkliga samfällighet                                           | Vaasan seurakuntayhtymä                                | Vasa                                            | Lappo stift                               | | [ 5 ]  |                   |                    |        |             |  |       |
| Vasa svenska församling                                              | Vasa svenska församling                                | Vasa                                            | Borgå stift                               | | [ 4 ]  |                   |                    |        |             |  |       |
| Vederlax kapellförsamling del av Fredrikshamns församling            | Virolahden kappeliseurakunta                           | Vederlax                                        | S:t Michels stift                         | | [ 9 ]  |                   |                    |        |             |  |       |
| Vemo församling                                                      | Vehmaan seurakunta                                     | Vemo                                            | Åbo ärkestift                             | | [ 12 ] |                   |                    |        |             |  |       |
| Vesanto församling                                                   | Vesannon seurakunta                                    | Vesanto                                         | Kuopio stift                              | | [ 7 ]  |                   |                    |        |             |  |       |
| Vesilahti församling                                                 | Vesilahden seurakunta                                  | Vesilahti                                       | Tammerfors stift                          | | [ 3 ]  |                   |                    |        |             |  |       |
| Vetils församling                                                    | Vetelin seurakunta                                     | Vetil                                           | Uleåborgs stift                           | | [ 8 ]  |                   |                    |        |             |  |       |
| Vichtis församling                                                   | Vihdin seurakunta                                      | Vichtis                                         | Esbo stift                                | | [ 14 ] |                   |                    |        |             |  |       |
| Vieremäki församling                                                 | Vieremän seurakunta                                    | Vieremä                                         | Kuopio stift                              | | [ 7 ]  |                   |                    |        |             |  |       |
| Viitasaari församling                                                | Viitasaaren seurakunta                                 | Viitasaari                                      | Lappo stift                               | | [ 5 ]  |                   |                    |        |             |  |       |
| Vittis församling                                                    | Huittisten seurakunta                                  | Vittis                                          | Åbo ärkestift                             | | [ 12 ] |                   |                    |        |             |  |       |
| Virdois församling                                                   | Virtain seurakunta                                     | Virdois                                         | Lappo stift                               | | [ 5 ]  |                   |                    |        |             |  |       |
| Virmo församling                                                     | Mynämäen seurakunta                                    | Virmo                                           | Åbo ärkestift                             | | [ 12 ] |                   |                    |        |             |  |       |
| Villmanstrands församling                                            | Lappeenrannan seurakunta                               | Villmanstrand                                   | S:t Michels stift                         | | [ 9 ]  |                   |                    |        |             |  |       |
| Villmanstrands kyrkliga samfällighet                                 | Lappeenrannan seurakuntayhtymä                         | Villmanstrand                                   | S:t Michels stift                         | | [ 9 ]  |                   |                    |        |             |  |       |
| Vuosaaren seurakunta                                                 | Vuosaaren seurakunta                                   | Nordsjö i Helsingfors                           | Helsingfors stift                         | | [ 13 ] |                   |                    |        |             |  |       |
| Västanfjärds kapellförsamling del av Kimitoöns församling            | Västanfjärdin kappeliseurakunta                        | Kimitoön                                        | Borgå stift                               | tvåspråkig församling | [ 4 ]  |                   |                    |        |             |  |       |
| Väståbolands svenska församling                                      | Väståbolands svenska församling                        | Pargas                                          | Borgå stift                               | | [ 4 ]  |                   |                    |        |             |  |       |
| Västra Björneborgs församling                                        | Länsi-Porin seurakunta                                 | Björneborg                                      | Åbo ärkestift                             | | [ 12 ] |                   |                    |        |             |  |       |
| Vörå församling                                                      | Vöyrin seurakunta                                      | Vörå                                            | Borgå stift                               | tvåspråkig församling | [ 4 ]  |                   |                    |        |             |  |       |
| Ylistaro kapellförsamling del av Seinäjoki församling                | Ylistaron kappeliseurakunta                            | Seinäjoki                                       | Lappo stift                               | | [ 5 ]  |                   |                    |        |             |  |       |
| Ylivieska församling                                                 | Ylivieskan seurakunta                                  | Merijärvi och Ylivieska                         | Uleåborgs stift                           | | [ 8 ]  |                   |                    |        |             |  |       |
| Ylöjärvi församling                                                  | Ylöjärven seurakunta                                   | Ylöjärvi                                        | Tammerfors stift                          | | [ 3 ]  |                   |                    |        |             |  |       |
| Åbo domkyrkoförsamling                                               | Turun tuomiokirkkoseurakunta                           | Åbo                                             | Åbo ärkestift                             | | [ 12 ] |                   |                    |        |             |  |       |
| Åbo och S:t Karins kyrkliga samfällighet                             | Turun ja Kaarinan seurakuntayhtymä                     | S:t Karins och Åbo                              | Åbo ärkestift                             | | [ 12 ] |                   |                    |        |             |  |       |
| Åbo svenska församling                                               | Åbo svenska församling                                 | S:t Karins och Åbo                              | Borgå stift                               | | [ 4 ]  |                   |                    |        |             |  |       |
| Ålands södra skärgårdsförsamling                                     | Ålands södra skärgårdsförsamling                       | Föglö, Kökar och Sottunga                       | Borgå stift                               | | [ 4 ]  |                   |                    |        |             |  |       |
| Äänekoski församling                                                 | Äänekosken seurakunta                                  | Äänekoski                                       | Lappo stift                               | | [ 5 ]  |                   |                    |        |             |  |       |
| Östermarks församling                                                | Teuvan seurakunta                                      | Östermark                                       | Lappo stift                               | | [ 5 ]  |                   |                    |        |             |  |       |
| Östermyra församling se Seinäjoki församling                         | Seinäjoen seurakunta                                   | Seinäjoki                                       |                                           | Seinäjoki kallades förr också Östermyra på svenska | [ 5 ]  |                   |                    |        |             |  |       |
| Övermarks kapellförsamling del av Närpes församling                  | Ylimarkun kappeliseurakunta                            | Närpes                                          | Borgå stift                               | | [ 4 ]  |                   |                    |        |             |  |       |
| Övertorneå församling                                                | Ylitornion seurakunta                                  | Övertorneå                                      | Uleåborgs stift                           | | [ 8 ]  |                   |                    |        |             |  |       |
| Övre Savolax kyrkliga samfällighet                                   | Ylä-Savon seurakuntayhtymä                             | Idensalmi, Lapinlahti, Pielavesi och Sonkajärvi | Kuopio stift                              | | [ 7 ]  |                   |                    |        |             |  |       |